# Jacques Martin (pasteur)
Pour les articles homonymes, voir Jacques Martin et Martin.
Jacques Martin, né à Sainte-Colombe le 24 juin 1906 et mort à Die le 23 juillet 2001, est un militant pacifiste, pionnier de l'objection de conscience en France et pasteur protestant français. Son engagement dans la résistance spirituelle au nazisme en France et dans la protection des juifs persécutés lui a valu la médaille des Juste de Yad Vashem. 

## Biographie

### Jeunesse et formation
Jacques Martin est né le 24 juin 1906 à Sainte-Colombe (Rhône) où son père, lui-même fils de pasteur méthodiste, était professeur. De 1923 à 1927, il étudie à la faculté de théologie protestante de Paris, où il se lie d'amitié avec André Trocmé, de quelques années son aîné. Il rencontre aussi un autre étudiant en théologie, Henri Roser, dont le pacifisme et l'internationalisme choquent les milieux protestants de l'époque. Jacques Martin adopte alors les idées pacifistes, et souhaite contribuer à la réconciliation entre les peuples, à commencer par la France et l’Allemagne.
Il parcourt alors l'Allemagne à pied pendant l’été 1925. Membre de la Fédération française des associations chrétiennes d’étudiants, la « Fédé », il participe l’année suivante au congrès annuel de la Fédération allemande des associations chrétiennes d’étudiants. Il est responsable à Paris de la publication des Cahiers de la Réconciliation (simple feuille d'information qui sera reprise et développée en novembre 1927 par Henri Roser),. En 1927, il participe à un camp international de la jeunesse de réconciliation à Vaumarcus, en Suisse, fait un semestre d’études à Berlin en 1929, où il est en contact avec le pacifiste allemand Friedrich Siegmund-Schultze. En 1930, il accueille Gandhi à Paris. Il est de 1930 à 1932 secrétaire de la « Fédé ».

### Objection de conscience
Jacques Martin a fait son service militaire en 1927-1928, par égard pour son père bouleversé par la perte récente de deux fils. Toutefois, en décembre 1930 il renvoie ses papiers militaires, précisant qu’en tant que chrétien il ne pouvait porter les armes. En 1932, il refuse de se rendre à la convocation pour une période de réserve, ce qui lui vaut d'être arrêté et jugé, le 11 octobre 1932, et condamné à un an de prison,. Le 14 avril 1933, il est gracié par le Président du Conseil, Édouard Daladier, mais il reste astreint à effectuer sa période de réserve.
Le 23 janvier 1934, Jacques Martin se marie à Alès avec Jacqueline Élié.
À l'été 1934, alors que le jeune ménage attendait son premier enfant, un nouveau refus de se rendre à une convocation de l'armée le fait arrêter en plein camp de la Fédé, et à nouveau condamner, cette fois à 18 mois de prison, en février 1935. Il est libéré en janvier 1936, mais à nouveau incarcéré, brièvement, en 1937, 1938 et 1939. Ses seuls compagnons dans l’objection de conscience sont un étudiant en théologie protestante puis pasteur non consacré, Philippe Vernier et l'instituteur protestant Camille Rombault. Sa santé défaillante le fait réformer pendant les années de guerre.
Il a fait de chacun de ses procès une véritable tribune. Il y est défendu par André Philip, qui fait intervenir des intellectuels notoires tels que Jean Guéhenno ou Marc Sangnier et la Ligue des droits de l'homme. Dès 1928, il a temporairement renoncé au ministère pastoral en raison de l'opposition du protestantisme institutionnel à ses positions pacifistes et anti-militaristes. En 1938, ne pouvant toujours pas être consacré pasteur, il accepte la direction du service administratif et du personnel dans une usine de fabrication de bas de soie à Ganges (Hérault).

### Années de guerre
Dès la mise en place des premières mesures antisémites par le gouvernement du maréchal Pétain (statut des Juifs du 3 octobre 1940), il décide avec le pasteur Élie Gounelle qui est retiré à Ganges, de réunir une pastorale, c’est-à-dire une rencontre régionale des pasteurs en poste dans la région, afin de prier et de réfléchir à la situation créée par les événements et par le soutien des autorités religieuses au nouveau régime - y compris, à cette date, le pasteur Marc Boegner, très mesuré dans ses propos. Selon le témoignage de Jacques Martin lui-même, la journée fut "consacrée au problème de l’antisémitisme, plutôt l’antisémitisme et la Bible". Une deuxième réunion du même type, en novembre 1942, fait suite à la situation créée par les rafles d’août 1942. Dans ces réunions, Jacques Martin partage une documentation exceptionnellement bien informée qui permet aux pasteurs de se préparer à résister aux mesures antisémites du régime de Vichy.
Par ailleurs, les Martin ont adhéré à la Cimade et travaillé en étroite coopération avec Madeleine Barot. Leur action fut multiple : fourniture de colis pour les internés au Camp de Gurs, hébergement et orientation de juifs fugitifs vers des cachettes sures ou des filières d’évasion, falsification de cartes d'identité, trafic de cartes d'alimentation et de tickets de rationnement en faveur des juifs clandestins. Les Martin ont aussi hébergé le beau-frère de Jacques, le pasteur André Trocmé pendant sa période de clandestinité dans leur maison familiale de la Drôme. Le 22 juin 1944, dénoncé par sa voisine directe au 24 rue Biron à Ganges, Jacques Martin fut arrêté par la Milice et incarcéré à la prison de Montpellier. La Résistance (maquis de l'Aigoual) négocia la libération du pasteur en échange de mille moutons et il fut remis en liberté trois jours avant la Libération,.
Pendant la guerre, il se lie d'amitié avec l'historien Jules Isaac, lui-même réfugié à Ganges.

### Ministère laïc et pastoral
Après guerre, Jacques Martin renoue dès 1945 avec le Christianisme social ; lors d'une rencontre à Paris au Musée Social, il prépare avec Élie Gounelle la reprise du Mouvement et de la Revue du Christianisme Social. Il organise ensuite à Paris le 25e Congrès chrétien social.
Il participe en 1948 à Amsterdam à la création des Amitiés judéo-chrétiennes (A.J.C.). Le premier président en est Henri-Irénée Marrou, tandis que Jacques Martin est le vice-président et le rédacteur du bulletin.
Tout en poursuivant ses engagements au sein de la CIMADE, de l'AJCF et du Christianisme social, Jacques Martin ne postule pas à un ministère pastoral, ce malgré le fait qu'il n'y a plus d'obstacle du côté institutionnel (Henri Roser a par exemple reçu charge de paroisse.) Il préfère faire une expérience de "laïc engagé".
De 1947 à 1950, il est libraire au Chambon-sur-Lignon et professeur de latin au Collège Cévenol pendant 3 ans, puis de 1950 à 1966 il est libraire à Lyon.
En 1966, le 29 mars, il reçoit Martin Luther King à Lyon.
Enfin il éprouve le besoin de "renouer la gerbe" et s'engage dans l'Église protestante de Genève. Le statut de pasteur consacré est nécessaire. Le 9 janvier 1966, comme il le dit lui-même "la consécration pastorale sur ma demande m'est accordée par l'Église réformée de France (à 60 ans ! mais a failli ne pas se faire car argument : trop âgé !)". L'Église de Genève lui confie la charge de la création d'une paroisse dans un grand ensemble aux abords de Genève ; il fonde ainsi le Centre Communautaire Protestant du Lignon.
En 1973, il prend sa retraite et rentre en France en juillet 1973. De 1973 à 1977, il assure le service pastoral à Mens puis prend sa retraite définitive dans le Diois où il reste néanmoins actif du point de vue pastoral (assurant des remplacements lors des vacances de postes pastoraux, et des catéchismes dans la région).
Il décède à Die le 23 juillet 2001. Son épouse était décédée 5 ans plus tôt le 30 septembre 1996. Ils avaient eu six enfants : André (1934-1934), Violaine (née 1937), Daniel (né en 1937), Amy-Christiane (1939-1945), Jean-Marc (né en 1941) et Ariane (née en 1950).

## Distinctions
Après la guerre, l’État-major des armées a décerné à cet objecteur de conscience la Croix de guerre en hommage à son combat « pour aider les réfractaires, les maquis et toutes les victimes de la répression ennemie ! »
Le 22 juin 1998, Yad Vashem a décerné au pasteur Jacques et à Jacqueline Martin le titre de Juste parmi les Nations.

## Apport et postérité de Jacques Martin

### Clairvoyance sur le nazisme et l’antisémitisme
Isolé parmi les pacifistes, Jacques Martin a fait partie d’une "infime poignée d’hommes" qui ont refusé les "espoirs d’une fumeuse réconciliation franco-allemande" apportés par les accords de Munich, et qui sont dès lors déjà "entrés en résistance", selon le mot que Jacques Martin emploie lui-même dès 1938 : "Plus que jamais je reste non-violent. Mais je ne confonds pas non-violence avec non-résistance. Au contraire la non-violence consiste à placer la résistance sur un autre terrain que celui de l’épreuve des forces militaires. Cette résistance est nécessaire… »."
Dans un contexte où les justifications de l’antisémitisme abondent, parfois même de la part de protestants, Jacques Martin publie en août 1939 « L’Antisémitisme païen… et chrétien ». La première partie de l’article détaille, pays par pays, les persécutions antisémites en Europe, la seconde aborde l’attitude et l’éventuelle responsabilité des chrétiens. Rappelant l’accusation chrétienne traditionnelle qui fait des Juifs un peuple déicide, il rappelle : « Qui ne rejette pas le Christ ? La chrétienté elle-même ne porte-t-elle pas, au moins autant que les Juifs, la responsabilité de la “crucifixion” de son Maître ? Ce que l’on appelle la civilisation chrétienne n’est-elle pas plus le témoignage d’un rejet et d’un blasphème plus profond et plus grave que les cris d’une foule versatile ou les calculs d’un sanhédrin perdu dans son cléricalisme et son orgueil ? ».

### Préparation de la résistance antinazie
Lors des deux pastorales tenues à Ganges, Jacques Martin et Elie Gounelle préparent les esprits à la solidarité envers les juifs. « Nous avions réuni tous les pasteurs de cette région des Cévennes sur ce problème. Ces préliminaires étaient nécessaires. L’intérêt pour les Juifs n’est pas né spontanément, ni dans le souvenir des camisards ! Une longue préparation, une réflexion ont précédé, en opposition souvent avec telle ou telle théologie protestante, qui considérait les Juifs et le judaïsme comme un simple préambule au christianisme, sans plus, alors qu’il s’agissait de tout un problème d’ordre spirituel, sur lequel s’est greffé le problème humain des sauvetages à partir de 1942 ». Lors de ces pastorales, Jacques Martin a réuni une importante documentation, d’abord sur les événements survenus sur le terrain dont il a une ample connaissance par le réseau de la CIMADE et d’autres pasteurs de terrain comme le pasteur Henri Manen, ensuite sur l’arsenal législatif antisémite mis en place par le régime, des articles relevés dans la presse protestante de la Suisse francophone et les textes internes aux églises protestantes, notamment les thèses de Pomeyrol.

### Précurseur de l’objection de conscience en France
Avec un petit groupe de ses condisciples étudiants en théologie protestante à Paris, Jacques Martin a été l’un des pionniers du pacifisme en France ; il est le rédacteur de la revue du Mouvement international de la réconciliation (MIR) à sa création en 1923. 
Lors de ses deux procès, Jacques Martin est défendu par l’avocat André Philip, qui défend aussi Camille Rombault et Philippe Vernier. Tous ces procès pour insoumission défraient la chronique judiciaire en 1932 et 1933. André Philip en fait une véritable tribune, étoffant sa plaidoirie de procès en procès. Il fait intervenir des pasteurs tels que Marc Boegner, Henri Nick, André Trocmé et Charles Westphal, et des intellectuels comme Marc Sangnier, Jean Guéhenno ou Julien Benda. Ces procès ont représenté une prise de conscience pour la société française mais aussi pour le protestantisme français qui devient ainsi plus visible sur la scène nationale et dont l’opinion interne évolue fortement à cette occasion. En 1948, l'Église Réformée de France prend d’ailleurs position quant à la légitimité de l'objection de conscience, et réclame un statut légal pour les objecteurs ; elle n’est rejointe par l’Église catholique de France qu’en 1965.

## Publications
- Élie Gounelle, Apôtre et inspirateur du Christianisme Social, L'Harmattan, 1999[14].